# 新丹那隧道
新丹那隧道（日語：新丹那トンネル）是日本东海道新干线的一条铁路隧道，位于三岛站与热海站之间，全长7959米，位于既有东海道本线丹那隧道以北约50米处。

## 简介
新丹那隧道于1941年8月开工建设。最初是基于二战前日本的“弹丸列车”高速铁路项目，日本坂隧道和新东山隧道也大约在同一时间开始建设。但由于战争局势恶化，于1943年停止建设。停建时，热海（东侧）入口和关南（西侧）入口1433米处（西侧）已挖掘647米的超前竖井，两侧隧道入口均已铺设约200至300米的衬砌。二战期间，隧道施工在大约一年半的时间里进展顺利，部分原因是采用了许多新的挖掘方法。挖掘依靠人力，并采用新奥工法施工。
二战后，隧道长期被废弃，但由于东海道新干线的建设计划沿用了原“弹丸列车”的部分内容，因此新丹那隧道得以重新启用并成为东海道新干线的一部分。隧道于1959年恢复建设，并于1964年竣工。与丹那隧道施工的艰难不同，新丹那隧道施工进展顺利，因前序施工中对隧道的地质结构已得到充分了解，且既有的丹那隧道可用作平行导坑，隧道从恢复施工至竣工仅用了短短四年零四个月的时间，充分证明了施工中采用的新技术之可行性与可靠性。
施工中，新丹那隧道的热海（东侧）入口承包给了狭间组，关南（西侧）入口承包给了鹿岛建设公司（鹿岛组）。热海出口和关南出口分别有10人和11人在施工中丧生。不过，与丹那隧道施工不同的是，新丹那隧道在施工中没有发生重大塌方事故。
值得一提的是，东海道新干线的开工奠基仪式就是在新丹那隧道热海侧入口前举行的，这是因为新丹那隧道是东海道新干线的重点控制工程，是控制整条铁路线工期的最重要的施工路段。
在静冈县田方郡函南町有一个叫做“新干线”的地名，这里并不是二战后东海道新干线施工时命名的地名，而是二战前“弹丸列车”工程时期为建设新丹那隧道而设置的员工宿舍所在地。隧道施工完成后，员工宿舍被拆除，但后来在同一地点建造了住宅区，形成了新干线地区。后来，由于在同一地区实施了居住标记，它成为“关南町上泽新干线”。如今，同一地区仍然有一个新干线社区中心和名为“Kansen-kami”和“Kansen-shita”的巴士站。